# Più lontana della luna
Più lontana della luna è un romanzo del 2007 di Paola Mastrocola.

## Trama

### 25 ottobre 1970
La quindicenne Lidia, ragazza solitaria e con poche amicizie, vive a Stupinigi, nei pressi di Torino, in una ex scuderia della Palazzina di caccia dei Savoia. Aiuta la madre Teresa che vende verdura al mercato. Il padre Sergio è un operaio FIAT ossessionato dal passaggio alla categoria superiore, la "prima super". Possiedono un cavallo, Pino, avuto in eredità.
Lidia offesa dai continui inviti rivolti da tota Nita, un'anziana vicina di casa, a cercarsi un fidanzato, scappa di casa dicendo ai genitori che «va a fare il trovatore».

### 1970-1975
Lidia, anche se non ha studiato, ha una passione per la poesia e per l'"amore da lontano" dei trovatori, che le è nata leggendo una voce a caso, quella su Bernart de Ventadorn, in una voluminosa ma inutilizzata enciclopedia che i genitori le hanno comprato in previsione di studi futuri, e che continueranno a pagare a rate per anni.
Il concetto di amore da lontano le viene spiegato da Antonietta Bucchia, figlia di un carabiniere amico di famiglia, di tre anni più grande, che studia alle magistrali e le presta un volume di poesie.
Quando Lidia scappa di casa, va a Milano a trovare Diego, che aveva conosciuto al mare qualche mese prima, che dapprima nemmeno la riconosce, poi la ospita per poco tempo prima che Lidia torni a casa, delusa dall'esperienza. I suoi si convincono che Diego sia il suo fidanzato, così lui viene a trovarla qualche volta, ma ben presto la storia finisce.
Lidia continua a cercare il suo amore da lontano, e finisce per frequentare lo studio di un barbuto pittore cliente della madre, facendogli credere che vuole studiare pittura. Viene usata come modella, poi scopre che il pittore è un ricco avvocato che dipinge per noia, e anche questa storia svanisce.
Negli anni seguenti, Antonietta viene totalmente assorbita dai movimenti politici di sinistra, in cui cerca di coinvolgere anche Lidia, che fa fatica a capirne le ragioni. Antonietta, con disperazione del padre carabiniere, viene anche arrestata per un breve periodo. Lidia viene spinta dalla madre, tramite la figlia di una collega, a frequentare ambienti molto diversi, che Lidia chiama «gli amici del bowling», dal luogo in cui si ritrovano; nemmeno questi legami entusiasmano Lidia, sempre presa dalla poesia e dal pensiero per amori poetici.
Un cambiamento sembra avvenire quando tota Nita, disperata per la morte della cagna Doda, vende la casa e arriva un nuovo vicino che presenta a Lidia il nipote, Paolo Tarlabusi, neoingegnere che aspetta con ansia di entrare in FIAT. Lidia comincia a desiderare un amore normale, «da vicino», e vuole dare soddisfazioni ai genitori che vede invecchiare, così accetta di fidanzarsi con Paolo e ha con lui le prime esperienze sessuali. Qualche mese dopo si comincia ad organizzare il matrimonio. Ma il giorno in cui vengono consegnati i mobili, nella casa di Carmagnola dove dovrebbero abitare insieme ai genitori di Paolo, Lidia, terrorizzata dall'incombente normalità che vede arrivare nella sua vita, scappa a cavallo di Pino, che ha imparato a cavalcare senza rivelarlo al padre.

### 1975-1980
Con Pino, Lidia vaga per un po' a Torino, poi si spinge sempre più lontano, supera gli Appennini, passa qualche giorno a Parma, e infine si ferma in un piccolo paese, Tordalga, dove in un prato ha conosciuto Glauco, appassionato di aikidō che si sta allenando.
Lidia sistema Pino in un maneggio e riesce a trovare lavoro come commessa in un negozio di scarpe. Diviene molto amica della figlia dei proprietari, Margherita, che si fa chiamare Ghitti e le trova un alloggio.
Lidia scopre che Glauco, impiegato alle Poste, è sposato ed ha due bambini, ma questo non la turba, anzi le sembra che la condizione di Glauco sia un aiuto nella ricerca dell'amore perfetto, perché potranno frequentarsi senza pensare a programmare il futuro. Le cose però si complicano quando Glauco decide di far conoscere a Lidia la sua famiglia: diventa molto amica anche della moglie di Glauco, Ester, dolce e bruttina, e gli incontri clandestini in hotel con l'amante diventano fonte di rimorsi. La situazione peggiora ancora quando Ester chiede a Lidia di fare da madrina ai bambini per la prima comunione.
Lidia comincia a sentirsi esasperata. Alla fine dell'estate seguente Ghitti, senza dire nulla a Lidia, va a Torino a trovare i suoi genitori, che Lidia da circa un anno non vedeva. Al ritorno di Ghitti, Lidia decide di troncare la relazione con Glauco, riprende Pino e si trasferisce a Pisa, dove è ancora Ghitti che l'aiuta trovandole una casa e un lavoro di venditrice porta a porta per l'Einaudi.
A Pisa, dopo un paio di tentativi fallimentari con due ragazzi di trovare il tanto sospirato amore da lontano, Lidia, invitata da Ghitti, appassionata di teatro, va a vedere lo spettacolo di un illusionista. Riesce a parlargli, lui la saluta come se si conoscessero da sempre, Lidia ne resta folgorata e inizia la loro relazione. L'uomo sembra molto più anziano di lei, ma Lidia non gli chiederà mai l'età. È il 27 marzo 1978.
L'illusionista si chiama Micael Danquerre, è di origini miste tedesche e olandesi e un tempo faceva il pilota di aerei, ma dopo la morte della moglie ha scelto di fare l'artista, un modo, dice per «raccontarsi che la morte non esiste». Lidia e Micael passano pochi giorni allegri e spensierati a Pisa, poi lui deve partire per continuare la sua tournée, che prevede una tappa in Finlandia. Lidia è triste ma anche felice che lui parta: tra loro c'è un'intesa perfetta, che con la partenza diventa «un amore fermo, che non nasce e non muore, da tenere soltanto nella mente»; le sembra di avere trovato l'amore perfetto. 
Negli anni seguenti Lidia si terranno in contatto con tantissime intense lettere ma si vedranno solo pochissime volte.
Rasserenata, Lidia torna a Torino, sempre con Pino. Sulla strada del ritorno rimane affascinata dalle cave di marmo di Carrara e decide che diventerà scultore.
A Torino trova i genitori molto invecchiati, che hanno cambiato casa e ora vivono nella tanto desiderata casa popolare. Antonietta si è sposata con un architetto. A Natale 1980 va a trovare Micael in Alta Savoia, dove vive, mentre l'anno successivo è Micael, presentato come un amico, che ricambia la visita: quando lo vede seduto sul divano accanto al padre, per la prima volta Lidia desidera che non sia così vecchio.
Poi Lidia rimane sola: muoiono prima il padre da tempo malato, poco dopo la madre e per ultimo Pino, da tempo in un pensionato per cavalli. Nel frattempo Lidia ha coltivato la sua passione per il marmo lavorando come apprendista. Quando resta sola, vende l'alloggio, compra un laboratorio e diventa la prima donna a Torino a creare lapidi e statue per i cimiteri.

### 18 settembre 1990
Lidia si è trasferita in Toscana a Marina di Carrara, dove ha aperto un atelier, in cui ha anche dei lavoranti.
Il 7 giugno 1990 riceve un pacco dall'Alta Savoia, con calligrafia diversa da quella di Micael e capisce, senza neppure aprirlo, che è avvenuto ciò che da tempo temeva: Micael è morto. Lidia ripensa alla sua vita, crede persino di avere desiderato la morte di Micael, perché «il perfetto amore da lontano è una persona che non c'è più, che più ti muore e più la ami». 
Lidia pensa che nel pacco ci siano le lettere, 642, che nel corso degli anni ha scritto a Micael, e che gli aveva chiesto di restituirle. Invece c'è un coniglio di porcellana, l'ultima magia di Micael, che ha preferito distruggere le lettere ricevute, e nella lettera contenuta nel pacco chiede a Lidia di fare altrettanto con le proprie.
Il 18 settembre consegna a una cliente l'ultimo lavoro, un grande angelo che ha creato pensando a Micael. Quando la donna se ne va, Lidia resta sola con un giovane apprendista, che le chiede di fare una passeggiata in spiaggia.

## Edizioni
- Paola Mastrocola, Più lontana della luna, collana Le Fenici Tascabili (n. 219), Guanda, 2009,  p. 299, ISBN 978-88-6088-399-5.